# 洪君駅
洪君駅（ホングンえき、朝鮮語: 홍군역）は、朝鮮民主主義人民共和国咸鏡南道虚川郡にある駅で、虚川線に属する。 

## 隣の駅
虚川線
下洪君駅 - 洪君駅